# Конгемозе
Культура Конгемозе (около 6000 — 5200 до н. э.) — мезолитическая археологическая культура охотников и собирателей на юге Скандинавии, предшественник культуры Эртебёлле и преемник культуры Маглемозе. На севере граничила со скандинавскими культурами Нёствет и Лихульт.
Среди характерных находок — длинные кремнёвые обломки, которые использовались для изготовления характерных ромбических наконечников стрел, скребков, свёрл и т. д. Также обнаружены микролиты, нередко украшенные геометрическим узором, которые использовались как лезвия кинжалов. Каменные топоры изготавливались из различных камней, другие инструменты также делались из рогов и костей.
Хозяйство было основано на охоте на марала, косулю и дикого кабана, а также рыболовстве в прибрежных регионах.
Представители данной культуры являлись носителями гаплогруппы I1